# Means to an End
Means to an End è l'ottavo album in studio del gruppo musicale statunitense Biohazard, pubblicato nel 2005.
L'album sarebbe dovuto uscire verso la fine del 2004, ma a causa di un incendio nello studio di registrazione, nella quale vennero distrutte le tracce, i Biohazard dovettero ricominciare da capo le registrazioni del disco, che quindi uscì ad agosto dell'anno successivo.

## Tracce
1. My Life, My Way – 4:13
2. The Fire Burns Inside – 2:17
3. Killing To Be Free – 4:24
4. Filled With Hate – 3:09
5. Devotion – 3:17
6. Break It Away From Me – 3:07
7. Kings Never Die – 2:52
8. Don't Stand Alone – 3:53
9. To The Grave – 2:55
10. Set Me Free – 3:38

## Formazione
- Evan Seinfeld - voce, basso
- Billy Graziadei - voce, chitarra
- Scott Roberts - chitarra
- Danny Schuler - batteria